# Micropilina rakiura
Micropilina rakiura är en blötdjursart som beskrevs av Marshall 1998. Micropilina rakiura ingår i släktet Micropilina och familjen Micropilinidae. Inga underarter finns listade i Catalogue of Life.